# Jean-Louis Bourgeois
Pour les articles homonymes, voir Bourgeois.
Ne doit pas être confondu avec François Louis Bourgeois ou Louis Bourgeois (personnalité politique).
Jean-Louis Bourgeois, né le 6 août 1809 à Curtilles et mort le 28 juillet 1861 à Lausanne, est un avocat, un juge et une personnalité politique suisse.

## Biographie
De confession protestante, originaire de Curtilles, Jean-Louis Bourgeois est le fils de Pierre David Bourgeois et de Jeanne Catherine Déglon. Il épouse Jeanne Julie Golliez. Il est avocat, puis juge au tribunal correctionnel de Moudon en 1839. Il est, dès 1851, président du conseil de la Banque cantonale vaudoise. À la fin de son parcours politique, en 1858, il dirige le 5e arrondissement de l'administration des péages à Lausanne. Il est en outre capitaine dans l'Armée suisse.

### Parcours politique
Membre du Parti radical-démocratique, Jean-Louis Bourgeois est député au Grand Conseil vaudois dès 1841. À l'issue de la Révolution radicale de 1845, il entre le 14 février au gouvernement provisoire, puis au Conseil d'État le 3 mars ; il y dirige le département de l'intérieur avec Henri Fischer. Il est le président du gouvernement en 1856. Il démissionne en 1858. Il est en outre membre en 1861 de l'assemblée constituante nommée pour réviser la Constitution vaudoise,.